# Liste des épisodes des Rues de San Francisco
Cet article présente la liste des épisodes de la série télévisée américaine Les Rues de San Francisco (The Streets of San Francisco).

## Première saison (1972-1973)
0. Les Rues de San Francisco (The Streets of San Francisco alias Pilot) 95 minutes
1. Trente ans de service (The Thirty-Year Pin)
2. Le Premier Jour de l'éternité (The First Day of Forever)
3. Mésaventures (45 Minutes from Home)
4. Une adoption illégale (Whose Little Boy Are You?)
5. La Tragédie de la tour (Tower Beyond Tragedy)
6. Le Couloir des miroirs (Hall of Mirrors)
7. Liberté conditionnelle (Timelock)
8. Au milieu des étrangers (In the Midst of Strangers)
9. Chasse gardée (The Takers)
10. Le Vol des sauterelles (The Year of the Locusts)
11. La Balle dans l'épaule (The Bullet)
12. Le Vin est tiré (Bitter Wine)
13. Comme un poisson dans l’eau (A Trout in the Milk)
14. Impuissant devant la mort (Deathwatch)
15. Victime du devoir (Act of Duty)
16. Le Traquenard (The Set-Up)
17. La Collection d’aigles (A Collection of Eagles)
18. La Chambre d’en face (A Room With a View)
19. Dernière Heure (Deadline)
20. La Piste du serpent (Trail of the Serpent)
21. Le Mort vivant (The House of Hyde Street)
22. Au-delà de la haine (Beyond Vengeance)
23. L'Albatros (The Albatross)
24. L'Image brisée (Shattered Image)
25. La Licorne (The Unicorn)
26. La Légion des épaves (Legion of the Lost)

## Deuxième saison (1973-1974)
1. Une mort injuste (A Wrongful Death)
2. Trahie (Betrayed)
3. Pour l'amour de Dieu (For the Love of God)
4. Avant de mourir (Before I Die)
5. Ma maison est une prison (Going Home)
6. Le Timbre de la mort (The Stamp of Death)
7. Le Harem (Harem)
8. Pas d’insigne pour Benjy (No Badge For Benjy)
9. L'Or mortel (The Twenty-Four Karat Plague)
10. Information mortelle (Shield of Honor)
11. Les Victimes (The Victim)
12. Les Fugitifs (The Runaways)
13. Le Troisième Âge se rebiffe (Winterkill)
14. La ville est une jungle (Most Feared in the Jungle)
15. Coup monté (Commitment)
16. La Chapelle des damnés (Chapel of the Damned)
17. Sans Issue (Blockade)
18. Préméditation (Crossfire)
19. Liberté sur parole (A String of Puppets)
20. Le Feu dans la ville (Inferno)
21. La Mauvaise Graine (The Hard Breed)
22. Expédition punitive (Rampage)
23. La Mort et les élus (Death and the Favored Few)

## Troisième saison (1974-1975)
1. La Dernière Tentative (One Last Shot)
2. Les Espèces les plus mortelles (The Most Deadly Species)
3. La Cible (Target : Red)
4. Masque de mort (Mask of Death)
5. Les Déserteurs (I Ain’t Marchin’ Anymore)
6. Une chance de vivre (One Chance to Live)
7. Le Fils de Jacob (Jacob’s Boy)
8. Les Drapeaux de la terreur (Flags of Terror)
9. Appel au secours (Cry Help)
10. Pour le bien ou le mal (For Good or Evil)
11. Les Oiseaux de proie (Bird of Prey)
12. Permis de tuer (License to Kill)
13. Un revolver qui voyage (The Twenty-Five Caliber Plague)
14. Monsieur Personne (Mister Nobody)
15. Faux Témoins (False Witness)
16. La mort donne des nouvelles (Letters from the Grave)
17. La Fin du jeu (Endgame)
18. Un meurtre à dix dollars (Ten Dollar Murder)
19. La Programmation de Charlie Blake (The Programming of Charlie Blake)
20. Le Plongeon de la peur (River of Fear)
21. L'Asile (Asylum)
22. Labyrinthe (Labyrinth)
23. Le Solitaire (Solitaire)

## Quatrième saison (1975-1976)
1. La Neige empoisonnée (Poisoned Snow)
2. Transparences (The Glass Dart Board)
3. La Cachette impossible (No Place to Hide)
4. Les Hommes mourront (Men Will Die)
5. L'École de la peur (School of Fear)
6. Silence mortel (Deadly Silence)
7. Meurtre par procuration (Murder by Proxy)
8. Le Procès de la terreur (Trial of Terror)
9. Tissu de mensonges (Web of Lies)
10. L'Air mortel (Dead Air)
11. Marchands de mort (Merchants of Death)
12. La Griffe du chat (The Cat’s Paw)
13. En plein délire (Spook for Sale)
14. Succès assuré (Most Likely to Succeed)
15. Le Coup de bluff (Police Buff 5119)
16. Profession honorable (The Honorable Profession)
17. Requiem pour un meurtre (Requiem for Murder)
18. Le Monde interdit (Underground)
19. Le Jour du jugement (Judgement Day)
20. Le Clown de la mort (Clown of Death)
21. La Vedette (Superstar)
22. En pays étranger (Alien Country)
23. La Fuite désespérée (Runaway)

## Cinquième saison (1976-1977)
1. Les Assassins [1/2] (The Thrill Killers [1/2])
2. Les Assassins [2/2] (The Thrill Killers [2/2])
3. Mort ou Vif (Dead or Alive)
4. La Livraison (The Drop)
5. Aucun vice mineur (No Minor Vices)
6. Cas de démence (In Case of Madness)
7. Jusqu’à ce que la mort nous sépare (Till Death Do Us Part)
8. L'Enfant de la colère (Child of Anger)
9. Hot-dog (Hot Dog)
10. Le Château de la peur (Castle of Fear)
11. Un dernier tour (One Last Trick)
12. Ne fais pas le singe! (Monkey is Back)
13. Les Cannibales (The Cannibals)
14. Qui a tué Helen French ? (Who Killed Helen French?)
15. Un bon policier mais… (A Good Cop… But)
16. Accrochez-vous (Hang Time)
17. Fin de l'innocence (Innocent No More)
18. Un ex-détenu (Once a Con)
19. Interlude (Interlude)
20. La Randonnée dangereuse (Dead Lift)
21. L'Évasion (Breakup)
22. Faisons comme si nous ne nous connaissions pas (Let’s Pretend We’re Strangers)
23. Temps mort (Time Out)
24. Le Collier (The Canine Collar)

## Hors saison (1992)
1. Retour dans les rues de San Francisco (Back to the Streets of San Francisco) 90 minutes